# Laurent Gombert
Pour les articles homonymes, voir Gombert.
Laurent Gombert, né le 3 octobre 1929 à Marseille et mort dans cette même ville le 19 novembre 2001, est un joueur et entraîneur français de football.

## Biographie
Laurent Gombert évolue dans les années 1940 dans les équipes de jeunes de l'Olympique de Marseille. Il connaît la deuxième division de 1949 à 1951 au GSC Marseille et de 1951 à 1952 au Toulouse FC.
Il entraîne ensuite certaines équipes de l'Olympique de Marseille, dont notamment les moins de 11 ans. 
Il est l'entraîneur de l'équipe féminine de l'Olympique de Marseille de 1975 à 1986. La meilleure performance des Marseillaises sous son ère est l'accession aux demi-finales du Championnat de France en 1979 et 1980.